# Eleições europeias de 2014 em Guimarães

## Resultados Oficiais
| Partido                 | Partido                        | Votos   | %               | +/-   |
| ----------------------- | ------------------------------ | ------- | --------------- | ----- |
|                         | Partido Socialista             | 20 604  | 36,42 / 100,00  | 2,98  |
|                         | Aliança Portugal               | 15 725  | 27,79 / 100,00  | 9,70  |
|                         | Coligação Democrática Unitária | 5 757   | 10,18 / 100,00  | 0,02  |
|                         | Partido da Terra               | 4 461   | 7,89 / 100,00   | 7,48  |
|                         | Bloco de Esquerda              | 2 146   | 3,79 / 100,00   | 5,38  |
|                         | PCTP/MRPP                      | 1 073   | 1,90 / 100,00   | 0,41  |
|                         | LIVRE                          | 757     | 1,34 / 100,00   | Novo  |
|                         | Outros                         | 2 300   | 4,06 / 100,00   |       |
| Votos Inválidos         | Votos Inválidos                | 3 752   | 6,63 / 100,00   | 1,44  |
| Total                   | Total                          | 56 575  | 100,00 / 100,00 |       |
| Eleitorado/Participação | Eleitorado/Participação        | 144 655 | 39,11 / 100,00  | 2,67  |
| Fonte                   | Fonte                          | [ 1 ]   | [ 1 ]           | [ 1 ] |

## Resultados por Freguesia
Os resultados seguintes referem-se aos partidos que obtiveram mais de 1,00% dos votos:
| Freguesia                                         | %     | %     | %     | %     | %    | %    | %    | Votantes |
| Freguesia                                         | PS    | AP    | CDU   | MPT   | BE   | PCTP | L    | Votantes |
| ------------------------------------------------- | ----- | ----- | ----- | ----- | ---- | ---- | ---- | -------- |
| Abação e Gémeos                                   | 33,37 | 32,81 | 7,59  | 7,92  | 3,01 | 2,01 | 1,12 | 896      |
| Airão Santa Maria, Airão São João e Vermil        | 32,71 | 39,65 | 6,69  | 5,44  | 2,69 | 1,31 | 1,25 | 1 599    |
| Aldão                                             | 35,44 | 22,82 | 8,25  | 10,68 | 3,40 | 1,94 | 0,73 | 412      |
| Arosa e Castelões                                 | 32,03 | 29,89 | 7,12  | 9,96  | 5,69 | 0,71 | 2,14 | 281      |
| Atães e Rendufe                                   | 34,95 | 26,73 | 6,46  | 11,16 | 3,08 | 3,23 | 1,47 | 681      |
| Azurém                                            | 33,74 | 25,89 | 11,68 | 7,92  | 6,13 | 2,14 | 1,43 | 3 082    |
| Barco                                             | 26,97 | 41,67 | 6,80  | 6,36  | 2,19 | 2,19 | 1,10 | 456      |
| Briteiros Santo Estêvão e Donim                   | 32,30 | 37,73 | 9,78  | 5,90  | 2,17 | 0,78 | 0,62 | 644      |
| Briteiros São Salvador e Briteiros Santa Leocádia | 34,76 | 35,99 | 11,86 | 2,25  | 2,45 | 1,64 | 0,82 | 489      |
| Brito                                             | 33,96 | 28,17 | 12,39 | 8,77  | 4,09 | 2,10 | 0,82 | 1 711    |
| Caldelas                                          | 34,35 | 30,58 | 9,26  | 6,94  | 3,95 | 2,09 | 1,59 | 2 204    |
| Candoso (São Martinho)                            | 40,29 | 18,76 | 16,15 | 10,11 | 4,08 | 2,12 | 0,82 | 613      |
| Candoso São Tiago e Mascotelos                    | 37,41 | 23,72 | 11,56 | 8,13  | 5,57 | 2,40 | 1,28 | 1 168    |
| Conde e Gandarela                                 | 44,71 | 11,99 | 19,98 | 7,24  | 3,78 | 2,38 | 0,76 | 926      |
| Costa                                             | 26,46 | 33,01 | 8,67  | 9,51  | 5,07 | 1,61 | 2,57 | 1 557    |
| Creixomil                                         | 31,15 | 29,32 | 12,72 | 8,22  | 3,55 | 2,07 | 2,22 | 3 380    |
| Fermentões                                        | 40,74 | 22,76 | 8,53  | 9,50  | 4,35 | 2,31 | 1,66 | 1 863    |
| Gonça                                             | 41,19 | 32,25 | 5,42  | 7,32  | 2,98 | 1,90 | 0,81 | 369      |
| Gondar                                            | 37,44 | 16,47 | 24,84 | 7,64  | 3,13 | 2,76 | 0,37 | 1 087    |
| Guardizela                                        | 41,11 | 23,78 | 9,63  | 9,29  | 3,74 | 2,04 | 0,68 | 883      |
| Infantas                                          | 41,30 | 24,90 | 4,25  | 11,13 | 2,02 | 1,21 | 1,62 | 494      |
| Leitões, Oleiros e Figueiredo                     | 25,81 | 47,77 | 6,14  | 5,84  | 2,15 | 1,38 | 0,61 | 651      |
| Longos                                            | 36,68 | 34,50 | 8,30  | 6,99  | 0,87 | 1,97 | 1,75 | 458      |
| Lordelo                                           | 40,80 | 26,23 | 7,97  | 8,61  | 3,24 | 1,94 | 0,97 | 1 544    |
| Mesão Frio                                        | 32,21 | 28,59 | 9,29  | 11,07 | 4,02 | 1,78 | 1,58 | 1 518    |
| Moreira de Cónegos                                | 47,80 | 16,38 | 14,12 | 6,77  | 3,11 | 1,66 | 1,13 | 1 862    |
| Nespereira                                        | 44,99 | 19,31 | 7,72  | 9,92  | 4,70 | 1,98 | 0,73 | 958      |
| Oliveira, São Paio e São Sebastião                | 29,63 | 34,83 | 10,04 | 8,13  | 4,16 | 1,38 | 1,76 | 3 345    |
| Pencelo                                           | 44,02 | 23,73 | 8,72  | 6,29  | 3,65 | 1,42 | 1,22 | 493      |
| Pinheiro                                          | 43,14 | 20,70 | 8,71  | 7,84  | 2,18 | 0,87 | 2,61 | 459      |
| Polvoreira                                        | 47,68 | 18,58 | 8,67  | 7,43  | 3,41 | 2,09 | 1,39 | 1 292    |
| Ponte                                             | 39,02 | 23,56 | 11,11 | 8,65  | 4,55 | 1,45 | 1,15 | 1 999    |
| Prazins (Santa Eufémia)                           | 39,42 | 32,85 | 7,54  | 5,60  | 3,65 | 1,70 | 1,22 | 411      |
| Prazins Santo Tirso e Corvite                     | 30,78 | 32,09 | 7,84  | 8,58  | 2,05 | 2,80 | 1,31 | 536      |
| Ronfe                                             | 36,46 | 29,30 | 7,64  | 7,43  | 3,93 | 1,65 | 1,11 | 1 884    |
| Sande (São Martinho)                              | 35,82 | 37,63 | 5,76  | 5,22  | 3,09 | 1,81 | 0,64 | 938      |
| Sande São Lourenço e Balazar                      | 38,83 | 35,81 | 4,02  | 5,43  | 1,81 | 1,61 | 0,40 | 497      |
| Sande Vila Nova e Sande São Clemente              | 34,33 | 35,10 | 6,99  | 7,07  | 2,30 | 1,77 | 1,00 | 1 302    |
| São Torcato                                       | 41,22 | 27,23 | 8,82  | 5,85  | 2,80 | 1,44 | 1,02 | 1 179    |
| Selho (São Cristóvão)                             | 41,53 | 19,16 | 13,62 | 7,31  | 5,20 | 3,43 | 1,00 | 903      |
| Selho (São Jorge)                                 | 31,58 | 24,14 | 16,56 | 8,41  | 4,92 | 1,95 | 1,28 | 2 258    |
| Selho São Lourenço e Gominhães                    | 41,22 | 23,05 | 7,44  | 8,29  | 3,17 | 2,80 | 1,71 | 820      |
| Serzedelo                                         | 40,27 | 17,46 | 16,79 | 6,17  | 6,54 | 2,82 | 1,49 | 1 346    |
| Serzedo e Calvos                                  | 43,73 | 32,19 | 4,27  | 7,26  | 1,99 | 2,28 | 1,00 | 702      |
| Silvares                                          | 36,42 | 34,74 | 7,45  | 7,21  | 2,76 | 0,48 | 0,72 | 832      |
| Souto Santa Maria, Souto São Salvador e Gondomar  | 40,15 | 31,49 | 4,63  | 6,87  | 2,09 | 1,94 | 0,75 | 670      |
| Tabuadelo e São Faustino                          | 40,17 | 33,05 | 5,72  | 5,18  | 3,02 | 1,94 | 1,19 | 926      |
| Urgezes                                           | 35,45 | 29,19 | 8,21  | 8,66  | 3,20 | 1,30 | 2,20 | 1 997    |
| Guimarães                                         | 36,42 | 27,79 | 10,18 | 7,89  | 3,79 | 1,90 | 1,34 | 56 575   |

#### Abação e Gémeos
| Partido                 | Partido                               | Votos | %               |
| ----------------------- | ------------------------------------- | ----- | --------------- |
|                         | Partido Socialista                    | 299   | 33,37 / 100,00  |
|                         | Aliança Portugal                      | 294   | 32,81 / 100,00  |
|                         | Partido da Terra                      | 71    | 7,92 / 100,00   |
|                         | Coligação Democrática Unitária        | 68    | 7,59 / 100,00   |
|                         | Bloco de Esquerda                     | 27    | 3,01 / 100,00   |
|                         | Portugal pro Vida                     | 24    | 2,68 / 100,00   |
|                         | PCTP/MRPP                             | 18    | 2,01 / 100,00   |
|                         | Partido Trabalhista Português         | 14    | 1,56 / 100,00   |
|                         | Partido da Nova Democracia            | 13    | 1,45 / 100,00   |
|                         | LIVRE                                 | 10    | 1,12 / 100,00   |
|                         | Partido pelos Animais e pela Natureza | 10    | 1,12 / 100,00   |
|                         | Outros                                | 11    | 1,21 / 100,00   |
| Votos Inválidos         | Votos Inválidos                       | 37    | 4,13 / 100,00   |
| Total                   | Total                                 | 896   | 100,00 / 100,00 |
| Eleitorado/Participação | Eleitorado/Participação               | 2 348 | 38,16 / 100,00  |

#### Airão Santa Maria, Airão São João e Vermil
| Partido                 | Partido                        | Votos | %               |
| ----------------------- | ------------------------------ | ----- | --------------- |
|                         | Aliança Portugal               | 634   | 39,65 / 100,00  |
|                         | Partido Socialista             | 523   | 32,71 / 100,00  |
|                         | Coligação Democrática Unitária | 107   | 6,69 / 100,00   |
|                         | Partido da Terra               | 87    | 5,44 / 100,00   |
|                         | Bloco de Esquerda              | 43    | 2,69 / 100,00   |
|                         | PCTP/MRPP                      | 21    | 1,31 / 100,00   |
|                         | LIVRE                          | 20    | 1,25 / 100,00   |
|                         | Outros                         | 54    | 3,39 / 100,00   |
| Votos Inválidos         | Votos Inválidos                | 110   | 6,88 / 100,00   |
| Total                   | Total                          | 1 599 | 100,00 / 100,00 |
| Eleitorado/Participação | Eleitorado/Participação        | 3 368 | 47,48 / 100,00  |

#### Aldão
| Partido                 | Partido                        | Votos | %               | +/-   |
| ----------------------- | ------------------------------ | ----- | --------------- | ----- |
|                         | Partido Socialista             | 146   | 35,44 / 100,00  | 7,57  |
|                         | Aliança Portugal               | 94    | 22,82 / 100,00  | 19,48 |
|                         | Partido da Terra               | 44    | 10,68 / 100,00  | 9,21  |
|                         | Coligação Democrática Unitária | 34    | 8,25 / 100,00   | 0,31  |
|                         | Bloco de Esquerda              | 14    | 3,40 / 100,00   | 7,36  |
|                         | PCTP/MRPP                      | 8     | 1,94 / 100,00   | 1,45  |
|                         | Partido Trabalhista Português  | 5     | 1,21 / 100,00   | Novo  |
|                         | Outros                         | 16    | 3,90 / 100,00   |       |
| Votos Inválidos         | Votos Inválidos                | 51    | 12,38 / 100,00  | 7,00  |
| Total                   | Total                          | 412   | 100,00 / 100,00 |       |
| Eleitorado/Participação | Eleitorado/Participação        | 1 236 | 33,33 / 100,00  | 5,44  |

#### Arosa e Castelões
| Partido                 | Partido                        | Votos | %               |
| ----------------------- | ------------------------------ | ----- | --------------- |
|                         | Partido Socialista             | 90    | 32,03 / 100,00  |
|                         | Aliança Portugal               | 84    | 29,89 / 100,00  |
|                         | Partido da Terra               | 28    | 9,96 / 100,00   |
|                         | Coligação Democrática Unitária | 20    | 7,12 / 100,00   |
|                         | Bloco de Esquerda              | 16    | 5,69 / 100,00   |
|                         | LIVRE                          | 6     | 2,14 / 100,00   |
|                         | Partido da Nova Democracia     | 6     | 2,14 / 100,00   |
|                         | Partido Trabalhista Português  | 4     | 1,42 / 100,00   |
|                         | Partido Popular Monárquico     | 4     | 1,42 / 100,00   |
|                         | Partido Nacional Renovador     | 3     | 1,07 / 100,00   |
|                         | Outros                         | 6     | 2,13 / 100,00   |
| Votos Inválidos         | Votos Inválidos                | 14    | 4,98 / 100,00   |
| Total                   | Total                          | 281   | 100,00 / 100,00 |
| Eleitorado/Participação | Eleitorado/Participação        | 860   | 32,67 / 100,00  |

#### Atães e Rendufe
| Partido                 | Partido                               | Votos | %               |
| ----------------------- | ------------------------------------- | ----- | --------------- |
|                         | Partido Socialista                    | 238   | 34,95 / 100,00  |
|                         | Aliança Portugal                      | 182   | 26,73 / 100,00  |
|                         | Partido da Terra                      | 76    | 11,16 / 100,00  |
|                         | Coligação Democrática Unitária        | 44    | 6,46 / 100,00   |
|                         | PCTP/MRPP                             | 22    | 3,23 / 100,00   |
|                         | Bloco de Esquerda                     | 21    | 3,08 / 100,00   |
|                         | Partido Popular Monárquico            | 18    | 2,64 / 100,00   |
|                         | LIVRE                                 | 10    | 1,47 / 100,00   |
|                         | Partido pelos Animais e pela Natureza | 10    | 1,47 / 100,00   |
|                         | Partido da Nova Democracia            | 7     | 1,03 / 100,00   |
|                         | Partido Trabalhista Português         | 7     | 1,03 / 100,00   |
|                         | Outros                                | 13    | 1,92 / 100,00   |
| Votos Inválidos         | Votos Inválidos                       | 33    | 4,85 / 100,00   |
| Total                   | Total                                 | 681   | 100,00 / 100,00 |
| Eleitorado/Participação | Eleitorado/Participação               | 2 291 | 29,73 / 100,00  |

#### Azurém
| Partido                 | Partido                               | Votos | %               | +/-   |
| ----------------------- | ------------------------------------- | ----- | --------------- | ----- |
|                         | Partido Socialista                    | 1 040 | 33,74 / 100,00  | 4,27  |
|                         | Aliança Portugal                      | 798   | 25,89 / 100,00  | 11,91 |
|                         | Coligação Democrática Unitária        | 360   | 11,68 / 100,00  | 2,07  |
|                         | Partido da Terra                      | 244   | 7,92 / 100,00   | 7,49  |
|                         | Bloco de Esquerda                     | 189   | 6,13 / 100,00   | 6,85  |
|                         | PCTP/MRPP                             | 66    | 2,14 / 100,00   | 0,75  |
|                         | LIVRE                                 | 44    | 1,43 / 100,00   | Novo  |
|                         | Partido pelos Animais e pela Natureza | 35    | 1,14 / 100,00   | Novo  |
|                         | Outros                                | 91    | 2,93 / 100,00   |       |
| Votos Inválidos         | Votos Inválidos                       | 215   | 6,98 / 100,00   | 2,02  |
| Total                   | Total                                 | 3 082 | 100,00 / 100,00 |       |
| Eleitorado/Participação | Eleitorado/Participação               | 7 608 | 40,51 / 100,00  | 1,51  |

#### Barco
| Partido                 | Partido                        | Votos | %               | +/-   |
| ----------------------- | ------------------------------ | ----- | --------------- | ----- |
|                         | Aliança Portugal               | 190   | 41,67 / 100,00  | 11,93 |
|                         | Partido Socialista             | 123   | 26,97 / 100,00  | 2,13  |
|                         | Coligação Democrática Unitária | 31    | 6,80 / 100,00   | 1,35  |
|                         | Partido da Terra               | 29    | 6,36 / 100,00   | 5,92  |
|                         | Bloco de Esquerda              | 10    | 2,19 / 100,00   | 2,39  |
|                         | PCTP/MRPP                      | 10    | 2,19 / 100,00   | 0,88  |
|                         | LIVRE                          | 5     | 1,10 / 100,00   | Novo  |
|                         | Outros                         | 23    | 5,06 / 100,00   |       |
| Votos Inválidos         | Votos Inválidos                | 35    | 7,67 / 100,00   | 0,27  |
| Total                   | Total                          | 456   | 100,00 / 100,00 |       |
| Eleitorado/Participação | Eleitorado/Participação        | 1 377 | 33,12 / 100,00  | 2,60  |

#### Briteiros Santo Estêvão e Donim
| Partido                 | Partido                               | Votos | %               |
| ----------------------- | ------------------------------------- | ----- | --------------- |
|                         | Aliança Portugal                      | 243   | 37,73 / 100,00  |
|                         | Partido Socialista                    | 208   | 32,30 / 100,00  |
|                         | Partido da Terra                      | 63    | 9,78 / 100,00   |
|                         | Coligação Democrática Unitária        | 38    | 5,90 / 100,00   |
|                         | Bloco de Esquerda                     | 14    | 2,17 / 100,00   |
|                         | Partido pelos Animais e pela Natureza | 7     | 1,09 / 100,00   |
|                         | Outros                                | 30    | 4,67 / 100,00   |
| Votos Inválidos         | Votos Inválidos                       | 41    | 6,37 / 100,00   |
| Total                   | Total                                 | 644   | 100,00 / 100,00 |
| Eleitorado/Participação | Eleitorado/Participação               | 2 186 | 29,46 / 100,00  |

#### Briteiros São Salvador e Briteiros Santa Leocádia
| Partido                 | Partido                        | Votos | %               |
| ----------------------- | ------------------------------ | ----- | --------------- |
|                         | Aliança Portugal               | 176   | 35,99 / 100,00  |
|                         | Partido Socialista             | 170   | 34,76 / 100,00  |
|                         | Coligação Democrática Unitária | 58    | 11,86 / 100,00  |
|                         | Bloco de Esquerda              | 12    | 2,45 / 100,00   |
|                         | Partido da Terra               | 11    | 2,25 / 100,00   |
|                         | PCTP/MRPP                      | 8     | 1,64 / 100,00   |
|                         | Outros                         | 14    | 2,86 / 100,00   |
| Votos Inválidos         | Votos Inválidos                | 40    | 8,18 / 100,00   |
| Total                   | Total                          | 489   | 100,00 / 100,00 |
| Eleitorado/Participação | Eleitorado/Participação        | 1 836 | 26,63 / 100,00  |

#### Brito
| Partido                 | Partido                        | Votos | %               | +/-  |
| ----------------------- | ------------------------------ | ----- | --------------- | ---- |
|                         | Partido Socialista             | 581   | 33,96 / 100,00  | 0,04 |
|                         | Aliança Portugal               | 482   | 28,17 / 100,00  | 8,46 |
|                         | Coligação Democrática Unitária | 212   | 12,39 / 100,00  | 0,64 |
|                         | Partido da Terra               | 150   | 8,77 / 100,00   | 8,55 |
|                         | Bloco de Esquerda              | 70    | 4,09 / 100,00   | 3,96 |
|                         | PCTP/MRPP                      | 36    | 2,10 / 100,00   | 0,48 |
|                         | Outros                         | 73    | 4,28 / 100,00   |      |
| Votos Inválidos         | Votos Inválidos                | 107   | 6,26 / 100,00   | 1,68 |
| Total                   | Total                          | 1 711 | 100,00 / 100,00 |      |
| Eleitorado/Participação | Eleitorado/Participação        | 4 236 | 40,39 / 100,00  | 2,99 |

#### Caldelas
| Partido                 | Partido                        | Votos | %               | +/-   |
| ----------------------- | ------------------------------ | ----- | --------------- | ----- |
|                         | Partido Socialista             | 757   | 34,35 / 100,00  | 4,44  |
|                         | Aliança Portugal               | 674   | 30,58 / 100,00  | 11,27 |
|                         | Coligação Democrática Unitária | 204   | 9,26 / 100,00   | 0,27  |
|                         | Partido da Terra               | 153   | 6,94 / 100,00   | 6,62  |
|                         | Bloco de Esquerda              | 87    | 3,95 / 100,00   | 5,17  |
|                         | PCTP/MRPP                      | 46    | 2,09 / 100,00   | 1,05  |
|                         | LIVRE                          | 35    | 1,59 / 100,00   | Novo  |
|                         | Outros                         | 109   | 4,53 / 100,00   |       |
| Votos Inválidos         | Votos Inválidos                | 148   | 6,71 / 100,00   | 0,45  |
| Total                   | Total                          | 2 204 | 100,00 / 100,00 |       |
| Eleitorado/Participação | Eleitorado/Participação        | 5 779 | 38,14 / 100,00  | 2,23  |

#### Candoso São Martinho
| Partido                 | Partido                        | Votos | %               | +/-  |
| ----------------------- | ------------------------------ | ----- | --------------- | ---- |
|                         | Partido Socialista             | 247   | 40,29 / 100,00  | 1,61 |
|                         | Aliança Portugal               | 115   | 18,76 / 100,00  | 6,09 |
|                         | Coligação Democrática Unitária | 99    | 16,15 / 100,00  | 0,11 |
|                         | Partido da Terra               | 62    | 10,11 / 100,00  | 9,48 |
|                         | Bloco de Esquerda              | 25    | 4,08 / 100,00   | 5,67 |
|                         | PCTP/MRPP                      | 13    | 2,12 / 100,00   | 0,08 |
|                         | Outros                         | 18    | 2,94 / 100,00   |      |
| Votos Inválidos         | Votos Inválidos                | 34    | 5,55 / 100,00   | 0,59 |
| Total                   | Total                          | 613   | 100,00 / 100,00 |      |
| Eleitorado/Participação | Eleitorado/Participação        | 1 201 | 51,04 / 100,00  | 4,17 |

#### Candoso São Tiago e Mascotelos
| Partido                 | Partido                               | Votos | %               |
| ----------------------- | ------------------------------------- | ----- | --------------- |
|                         | Partido Socialista                    | 437   | 37,41 / 100,00  |
|                         | Aliança Portugal                      | 277   | 23,72 / 100,00  |
|                         | Coligação Democrática Unitária        | 135   | 11,56 / 100,00  |
|                         | Partido da Terra                      | 95    | 8,13 / 100,00   |
|                         | Bloco de Esquerda                     | 65    | 5,57 / 100,00   |
|                         | PCTP/MRPP                             | 28    | 2,40 / 100,00   |
|                         | LIVRE                                 | 15    | 1,28 / 100,00   |
|                         | Partido pelos Animais e pela Natureza | 14    | 1,20 / 100,00   |
|                         | Outros                                | 28    | 2,41 / 100,00   |
| Votos Inválidos         | Votos Inválidos                       | 74    | 6,33 / 100,00   |
| Total                   | Total                                 | 1 168 | 100,00 / 100,00 |
| Eleitorado/Participação | Eleitorado/Participação               | 3 086 | 37,85 / 100,00  |

#### Conde e Gandarela
| Partido                 | Partido                        | Votos | %               |
| ----------------------- | ------------------------------ | ----- | --------------- |
|                         | Partido Socialista             | 414   | 44,71 / 100,00  |
|                         | Coligação Democrática Unitária | 185   | 19,98 / 100,00  |
|                         | Aliança Portugal               | 111   | 11,99 / 100,00  |
|                         | Partido da Terra               | 67    | 7,24 / 100,00   |
|                         | Bloco de Esquerda              | 35    | 3,78 / 100,00   |
|                         | PCTP/MRPP                      | 22    | 2,38 / 100,00   |
|                         | Outros                         | 34    | 3,68 / 100,00   |
| Votos Inválidos         | Votos Inválidos                | 58    | 6,27 / 100,00   |
| Total                   | Total                          | 926   | 100,00 / 100,00 |
| Eleitorado/Participação | Eleitorado/Participação        | 2 222 | 41,67 / 100,00  |

#### Costa
| Partido                 | Partido                               | Votos | %               | +/-  |
| ----------------------- | ------------------------------------- | ----- | --------------- | ---- |
|                         | Aliança Portugal                      | 514   | 33,01 / 100,00  | 6,99 |
|                         | Partido Socialista                    | 412   | 26,46 / 100,00  | 3,18 |
|                         | Partido da Terra                      | 148   | 9,51 / 100,00   | 9,35 |
|                         | Coligação Democrática Unitária        | 135   | 8,67 / 100,00   | 1,36 |
|                         | Bloco de Esquerda                     | 79    | 5,07 / 100,00   | 6,98 |
|                         | LIVRE                                 | 40    | 2,57 / 100,00   | Novo |
|                         | Partido pelos Animais e pela Natureza | 25    | 1,61 / 100,00   | Novo |
|                         | PCTP/MRPP                             | 25    | 1,61 / 100,00   | 0,65 |
|                         | Outros                                | 43    | 2,75 / 100,00   |      |
| Votos Inválidos         | Votos Inválidos                       | 136   | 8,74 / 100,00   | 1,99 |
| Total                   | Total                                 | 1 557 | 100,00 / 100,00 |      |
| Eleitorado/Participação | Eleitorado/Participação               | 3 915 | 39,77 / 100,00  | 3,88 |

#### Creixomil
| Partido                 | Partido                               | Votos | %               | +/-  |
| ----------------------- | ------------------------------------- | ----- | --------------- | ---- |
|                         | Partido Socialista                    | 1 053 | 31,15 / 100,00  | 1,60 |
|                         | Aliança Portugal                      | 991   | 29,32 / 100,00  | 9,02 |
|                         | Coligação Democrática Unitária        | 430   | 12,72 / 100,00  | 0,56 |
|                         | Partido da Terra                      | 278   | 8,22 / 100,00   | 7,90 |
|                         | Bloco de Esquerda                     | 120   | 3,55 / 100,00   | 6,57 |
|                         | LIVRE                                 | 75    | 2,22 / 100,00   | Novo |
|                         | PCTP/MRPP                             | 70    | 2,07 / 100,00   | 0,95 |
|                         | Partido pelos Animais e pela Natureza | 44    | 1,30 / 100,00   | Novo |
|                         | Outros                                | 75    | 2,22 / 100,00   |      |
| Votos Inválidos         | Votos Inválidos                       | 244   | 7,22 / 100,00   | 1,36 |
| Total                   | Total                                 | 3 380 | 100,00 / 100,00 |      |
| Eleitorado/Participação | Eleitorado/Participação               | 8 527 | 39,64 / 100,00  | 5,57 |

#### Fermentões
| Partido                 | Partido                        | Votos | %               | +/-  |
| ----------------------- | ------------------------------ | ----- | --------------- | ---- |
|                         | Partido Socialista             | 759   | 40,74 / 100,00  | 0,80 |
|                         | Aliança Portugal               | 424   | 22,76 / 100,00  | 7,18 |
|                         | Partido da Terra               | 177   | 9,50 / 100,00   | 9,22 |
|                         | Coligação Democrática Unitária | 159   | 8,53 / 100,00   | 0,06 |
|                         | Bloco de Esquerda              | 81    | 4,35 / 100,00   | 6,10 |
|                         | PCTP/MRPP                      | 43    | 2,31 / 100,00   | 0,45 |
|                         | LIVRE                          | 31    | 1,66 / 100,00   | Novo |
|                         | Outros                         | 67    | 3,60 / 100,00   |      |
| Votos Inválidos         | Votos Inválidos                | 122   | 6,55 / 100,00   | 0,28 |
| Total                   | Total                          | 1 863 | 100,00 / 100,00 |      |
| Eleitorado/Participação | Eleitorado/Participação        | 4 911 | 37,94 / 100,00  | 3,62 |

#### Gonça
| Partido                 | Partido                        | Votos | %               | +/-   |
| ----------------------- | ------------------------------ | ----- | --------------- | ----- |
|                         | Partido Socialista             | 152   | 41,19 / 100,00  | 6,83  |
|                         | Aliança Portugal               | 119   | 32,25 / 100,00  | 11,60 |
|                         | Partido da Terra               | 27    | 7,32 / 100,00   | 7,32  |
|                         | Coligação Democrática Unitária | 20    | 5,42 / 100,00   | 0,67  |
|                         | Bloco de Esquerda              | 11    | 2,98 / 100,00   | 4,00  |
|                         | PCTP/MRPP                      | 7     | 1,90 / 100,00   | 1,34  |
|                         | Partido da Nova Democracia     | 4     | 1,08 / 100,00   | -     |
|                         | Partido Trabalhista Português  | 4     | 1,08 / 100,00   | Novo  |
|                         | Outros                         | 9     | 2,43 / 100,00   |       |
| Votos Inválidos         | Votos Inválidos                | 16    | 4,33 / 100,00   | 2,66  |
| Total                   | Total                          | 369   | 100,00 / 100,00 |       |
| Eleitorado/Participação | Eleitorado/Participação        | 920   | 40,11 / 100,00  | 3,58  |

#### Gondar
| Partido                 | Partido                        | Votos | %               | +/-  |
| ----------------------- | ------------------------------ | ----- | --------------- | ---- |
|                         | Partido Socialista             | 407   | 37,44 / 100,00  | 3,76 |
|                         | Coligação Democrática Unitária | 270   | 24,84 / 100,00  | 2,13 |
|                         | Aliança Portugal               | 179   | 16,47 / 100,00  | 7,09 |
|                         | Partido da Terra               | 83    | 7,64 / 100,00   | 7,13 |
|                         | Bloco de Esquerda              | 34    | 3,13 / 100,00   | 8,18 |
|                         | PCTP/MRPP                      | 30    | 2,76 / 100,00   | 0,53 |
|                         | Outros                         | 28    | 2,57 / 100,00   |      |
| Votos Inválidos         | Votos Inválidos                | 56    | 5,15 / 100,00   | 0,35 |
| Total                   | Total                          | 1 087 | 100,00 / 100,00 |      |
| Eleitorado/Participação | Eleitorado/Participação        | 2 502 | 43,45 / 100,00  | 0,70 |

#### Guardizela
| Partido                 | Partido                        | Votos | %               | +/-  |
| ----------------------- | ------------------------------ | ----- | --------------- | ---- |
|                         | Partido Socialista             | 363   | 41,11 / 100,00  | 2,48 |
|                         | Aliança Portugal               | 210   | 23,78 / 100,00  | 7,24 |
|                         | Coligação Democrática Unitária | 85    | 9,63 / 100,00   | 3,58 |
|                         | Partido da Terra               | 82    | 9,29 / 100,00   | 9,29 |
|                         | Bloco de Esquerda              | 33    | 3,74 / 100,00   | 4,43 |
|                         | PCTP/MRPP                      | 18    | 2,04 / 100,00   | 0,58 |
|                         | Outros                         | 37    | 4,20 / 100,00   |      |
| Votos Inválidos         | Votos Inválidos                | 55    | 6,23 / 100,00   | 0,75 |
| Total                   | Total                          | 883   | 100,00 / 100,00 |      |
| Eleitorado/Participação | Eleitorado/Participação        | 2 098 | 42,09 / 100,00  | 2,40 |

#### Infantas
| Partido                 | Partido                               | Votos | %               | +/-   |
| ----------------------- | ------------------------------------- | ----- | --------------- | ----- |
|                         | Partido Socialista                    | 204   | 41,30 / 100,00  | 2,69  |
|                         | Aliança Portugal                      | 123   | 24,90 / 100,00  | 9,59  |
|                         | Partido da Terra                      | 55    | 11,13 / 100,00  | 10,20 |
|                         | Coligação Democrática Unitária        | 21    | 4,25 / 100,00   | 2,52  |
|                         | Bloco de Esquerda                     | 10    | 2,02 / 100,00   | 5,74  |
|                         | LIVRE                                 | 8     | 1,62 / 100,00   | Novo  |
|                         | Partido pelos Animais e pela Natureza | 7     | 1,42 / 100,00   | Novo  |
|                         | PCTP/MRPP                             | 6     | 1,21 / 100,00   | 0,28  |
|                         | Partido Trabalhista Português         | 5     | 1,01 / 100,00   | Novo  |
|                         | Outros                                | 18    | 3,64 / 100,00   |       |
| Votos Inválidos         | Votos Inválidos                       | 37    | 7,49 / 100,00   | 1,88  |
| Total                   | Total                                 | 494   | 100,00 / 100,00 |       |
| Eleitorado/Participação | Eleitorado/Participação               | 1 550 | 31,87 / 100,00  | 7,56  |

#### Leitões, Oleiros e Figueiredo
| Partido                 | Partido                               | Votos | %               |
| ----------------------- | ------------------------------------- | ----- | --------------- |
|                         | Aliança Portugal                      | 311   | 47,77 / 100,00  |
|                         | Partido Socialista                    | 168   | 25,81 / 100,00  |
|                         | Coligação Democrática Unitária        | 40    | 6,14 / 100,00   |
|                         | Partido da Terra                      | 38    | 5,84 / 100,00   |
|                         | Bloco de Esquerda                     | 14    | 2,15 / 100,00   |
|                         | Partido pelos Animais e pela Natureza | 12    | 1,84 / 100,00   |
|                         | PCTP/MRPP                             | 9     | 1,38 / 100,00   |
|                         | Outros                                | 22    | 3,37 / 100,00   |
| Votos Inválidos         | Votos Inválidos                       | 37    | 5,68 / 100,00   |
| Total                   | Total                                 | 651   | 100,00 / 100,00 |
| Eleitorado/Participação | Eleitorado/Participação               | 1 346 | 48,37 / 100,00  |

#### Longos
| Partido                 | Partido                        | Votos | %               | +/-   |
| ----------------------- | ------------------------------ | ----- | --------------- | ----- |
|                         | Partido Socialista             | 168   | 36,68 / 100,00  | 6,27  |
|                         | Aliança Portugal               | 158   | 34,50 / 100,00  | 15,09 |
|                         | Coligação Democrática Unitária | 38    | 8,30 / 100,00   | 1,09  |
|                         | Partido da Terra               | 32    | 6,99 / 100,00   | 6,99  |
|                         | PCTP/MRPP                      | 9     | 1,97 / 100,00   | 0,75  |
|                         | LIVRE                          | 8     | 1,75 / 100,00   | Novo  |
|                         | Partido Popular Monárquico     | 5     | 1,09 / 100,00   | 0,89  |
|                         | Outros                         | 16    | 3,50 / 100,00   |       |
| Votos Inválidos         | Votos Inválidos                | 24    | 5,24 / 100,00   | 2,18  |
| Total                   | Total                          | 458   | 100,00 / 100,00 |       |
| Eleitorado/Participação | Eleitorado/Participação        | 1 482 | 30,90 / 100,00  | 1,40  |

#### Lordelo
| Partido                 | Partido                        | Votos | %               | +/-  |
| ----------------------- | ------------------------------ | ----- | --------------- | ---- |
|                         | Partido Socialista             | 630   | 40,80 / 100,00  | 1,11 |
|                         | Aliança Portugal               | 405   | 26,23 / 100,00  | 7,85 |
|                         | Partido da Terra               | 133   | 8,61 / 100,00   | 8,24 |
|                         | Coligação Democrática Unitária | 123   | 7,97 / 100,00   | 0,50 |
|                         | Bloco de Esquerda              | 50    | 3,24 / 100,00   | 4,48 |
|                         | PCTP/MRPP                      | 30    | 1,94 / 100,00   | 0,40 |
|                         | Outros                         | 74    | 4,79 / 100,00   |      |
| Votos Inválidos         | Votos Inválidos                | 99    | 6,41 / 100,00   | 2,27 |
| Total                   | Total                          | 1 544 | 100,00 / 100,00 |      |
| Eleitorado/Participação | Eleitorado/Participação        | 3 882 | 39,77 / 100,00  | 0,07 |

#### Mesão Frio
| Partido                 | Partido                               | Votos | %               | +/-   |
| ----------------------- | ------------------------------------- | ----- | --------------- | ----- |
|                         | Partido Socialista                    | 489   | 32,21 / 100,00  | 6,01  |
|                         | Aliança Portugal                      | 434   | 28,59 / 100,00  | 15,21 |
|                         | Partido da Terra                      | 168   | 11,07 / 100,00  | 10,81 |
|                         | Coligação Democrática Unitária        | 141   | 9,29 / 100,00   | 1,00  |
|                         | Bloco de Esquerda                     | 61    | 4,02 / 100,00   | 7,93  |
|                         | PCTP/MRPP                             | 27    | 1,78 / 100,00   | 0,75  |
|                         | LIVRE                                 | 24    | 1,58 / 100,00   | Novo  |
|                         | Partido pelos Animais e pela Natureza | 17    | 1,12 / 100,00   | Novo  |
|                         | Outros                                | 47    | 3,10 / 100,00   |       |
| Votos Inválidos         | Votos Inválidos                       | 110   | 7,24 / 100,00   | 0,76  |
| Total                   | Total                                 | 1 518 | 100,00 / 100,00 |       |
| Eleitorado/Participação | Eleitorado/Participação               | 3 936 | 38,57 / 100,00  | 6,74  |

#### Moreira de Cónegos
| Partido                 | Partido                        | Votos | %               | +/-  |
| ----------------------- | ------------------------------ | ----- | --------------- | ---- |
|                         | Partido Socialista             | 890   | 47,80 / 100,00  | 3,03 |
|                         | Aliança Portugal               | 305   | 16,38 / 100,00  | 7,35 |
|                         | Coligação Democrática Unitária | 263   | 14,12 / 100,00  | 1,14 |
|                         | Partido da Terra               | 126   | 6,77 / 100,00   | 6,24 |
|                         | Bloco de Esquerda              | 58    | 3,11 / 100,00   | 5,15 |
|                         | PCTP/MRPP                      | 31    | 1,66 / 100,00   | 0,56 |
|                         | LIVRE                          | 21    | 1,13 / 100,00   | Novo |
|                         | Outros                         | 64    | 3,44 / 100,00   |      |
| Votos Inválidos         | Votos Inválidos                | 104   | 5,58 / 100,00   | 1,63 |
| Total                   | Total                          | 1 862 | 100,00 / 100,00 |      |
| Eleitorado/Participação | Eleitorado/Participação        | 4 501 | 41,37 / 100,00  | 2,21 |

#### Nespereira
| Partido                 | Partido                        | Votos | %               | +/-   |
| ----------------------- | ------------------------------ | ----- | --------------- | ----- |
|                         | Partido Socialista             | 431   | 44,99 / 100,00  | 4,79  |
|                         | Aliança Portugal               | 185   | 19,31 / 100,00  | 11,45 |
|                         | Partido da Terra               | 95    | 9,92 / 100,00   | 9,41  |
|                         | Coligação Democrática Unitária | 74    | 7,72 / 100,00   | 0,91  |
|                         | Bloco de Esquerda              | 45    | 4,70 / 100,00   | 5,25  |
|                         | PCTP/MRPP                      | 19    | 1,98 / 100,00   | 0,25  |
|                         | Outros                         | 38    | 3,95 / 100,00   |       |
| Votos Inválidos         | Votos Inválidos                | 71    | 7,41 / 100,00   | 1,82  |
| Total                   | Total                          | 958   | 100,00 / 100,00 |       |
| Eleitorado/Participação | Eleitorado/Participação        | 2 391 | 40,07 / 100,00  | 3,84  |

#### Oliveira, São Paio e São Sebastião
| Partido                 | Partido                               | Votos | %               |
| ----------------------- | ------------------------------------- | ----- | --------------- |
|                         | Aliança Portugal                      | 1 165 | 34,83 / 100,00  |
|                         | Partido Socialista                    | 991   | 29,63 / 100,00  |
|                         | Coligação Democrática Unitária        | 336   | 10,04 / 100,00  |
|                         | Partido da Terra                      | 272   | 8,13 / 100,00   |
|                         | Bloco de Esquerda                     | 139   | 4,16 / 100,00   |
|                         | LIVRE                                 | 59    | 1,76 / 100,00   |
|                         | PCTP/MRPP                             | 46    | 1,38 / 100,00   |
|                         | Partido pelos Animais e pela Natureza | 42    | 1,26 / 100,00   |
|                         | Outros                                | 85    | 2,55 / 100,00   |
| Votos Inválidos         | Votos Inválidos                       | 210   | 6,28 / 100,00   |
| Total                   | Total                                 | 3 345 | 100,00 / 100,00 |
| Eleitorado/Participação | Eleitorado/Participação               | 7 801 | 42,88 / 100,00  |

#### Pencelo
| Partido                 | Partido                        | Votos | %               | +/-  |
| ----------------------- | ------------------------------ | ----- | --------------- | ---- |
|                         | Partido Socialista             | 217   | 44,02 / 100,00  | 7,99 |
|                         | Aliança Portugal               | 117   | 23,73 / 100,00  | 8,37 |
|                         | Coligação Democrática Unitária | 43    | 8,72 / 100,00   | 5,25 |
|                         | Partido da Terra               | 31    | 6,29 / 100,00   | 6,29 |
|                         | Bloco de Esquerda              | 18    | 3,65 / 100,00   | 4,65 |
|                         | PCTP/MRPP                      | 7     | 1,42 / 100,00   | 0,33 |
|                         | LIVRE                          | 6     | 1,22 / 100,00   | Novo |
|                         | Outros                         | 15    | 3,04 / 100,00   |      |
| Votos Inválidos         | Votos Inválidos                | 39    | 7,91 / 100,00   | 4,41 |
| Total                   | Total                          | 493   | 100,00 / 100,00 |      |
| Eleitorado/Participação | Eleitorado/Participação        | 1 100 | 44,82 / 100,00  | 4,71 |

#### Pinheiro
| Partido                 | Partido                               | Votos | %               | +/-  |
| ----------------------- | ------------------------------------- | ----- | --------------- | ---- |
|                         | Partido Socialista                    | 198   | 43,14 / 100,00  | 0,60 |
|                         | Aliança Portugal                      | 95    | 20,70 / 100,00  | 9,23 |
|                         | Coligação Democrática Unitária        | 40    | 8,71 / 100,00   | 0,36 |
|                         | Partido da Terra                      | 36    | 7,84 / 100,00   | 7,44 |
|                         | LIVRE                                 | 12    | 2,61 / 100,00   | Novo |
|                         | Bloco de Esquerda                     | 10    | 2,18 / 100,00   | 3,78 |
|                         | Movimento Alternativa Socialista      | 7     | 1,53 / 100,00   | Novo |
|                         | Partido pelos Animais e pela Natureza | 6     | 1,31 / 100,00   | Novo |
|                         | Partido da Nova Democracia            | 5     | 1,09 / 100,00   | -    |
|                         | Partido Trabalhista Português         | 5     | 1,09 / 100,00   | Novo |
|                         | Outros                                | 14    | 3,05 / 100,00   |      |
| Votos Inválidos         | Votos Inválidos                       | 31    | 6,76 / 100,00   | 1,39 |
| Total                   | Total                                 | 459   | 100,00 / 100,00 |      |
| Eleitorado/Participação | Eleitorado/Participação               | 1 058 | 43,38 / 100,00  | 3,11 |

#### Polvoreira
| Partido                 | Partido                        | Votos | %               | +/-  |
| ----------------------- | ------------------------------ | ----- | --------------- | ---- |
|                         | Partido Socialista             | 616   | 47,68 / 100,00  | 1,78 |
|                         | Aliança Portugal               | 240   | 18,58 / 100,00  | 9,78 |
|                         | Coligação Democrática Unitária | 112   | 8,67 / 100,00   | 2,34 |
|                         | Partido da Terra               | 96    | 7,43 / 100,00   | 7,18 |
|                         | Bloco de Esquerda              | 44    | 3,41 / 100,00   | 4,76 |
|                         | PCTP/MRPP                      | 27    | 2,09 / 100,00   | 0,32 |
|                         | LIVRE                          | 18    | 1,39 / 100,00   | Novo |
|                         | Outros                         | 57    | 4,40 / 100,00   |      |
| Votos Inválidos         | Votos Inválidos                | 82    | 6,34 / 100,00   | 2,60 |
| Total                   | Total                          | 1 292 | 100,00 / 100,00 |      |
| Eleitorado/Participação | Eleitorado/Participação        | 3 291 | 39,26 / 100,00  | 4,70 |

#### Ponte
| Partido                 | Partido                               | Votos | %               | +/-  |
| ----------------------- | ------------------------------------- | ----- | --------------- | ---- |
|                         | Partido Socialista                    | 780   | 39,02 / 100,00  | 3,83 |
|                         | Aliança Portugal                      | 471   | 23,56 / 100,00  | 6,91 |
|                         | Coligação Democrática Unitária        | 222   | 11,11 / 100,00  | 1,37 |
|                         | Partido da Terra                      | 173   | 8,65 / 100,00   | 7,97 |
|                         | Bloco de Esquerda                     | 91    | 4,55 / 100,00   | 5,57 |
|                         | PCTP/MRPP                             | 29    | 1,45 / 100,00   | 0,75 |
|                         | LIVRE                                 | 23    | 1,15 / 100,00   | Novo |
|                         | Partido pelos Animais e pela Natureza | 23    | 1,15 / 100,00   | Novo |
|                         | Outros                                | 64    | 3,20 / 100,00   |      |
| Votos Inválidos         | Votos Inválidos                       | 123   | 6,15 / 100,00   | 0,64 |
| Total                   | Total                                 | 1 999 | 100,00 / 100,00 |      |
| Eleitorado/Participação | Eleitorado/Participação               | 5 771 | 34,64 / 100,00  | 1,18 |

#### Prazins Santa Eufémia
| Partido                 | Partido                        | Votos | %               | +/-  |
| ----------------------- | ------------------------------ | ----- | --------------- | ---- |
|                         | Partido Socialista             | 162   | 39,42 / 100,00  | 5,93 |
|                         | Aliança Portugal               | 135   | 32,85 / 100,00  | 6,34 |
|                         | Coligação Democrática Unitária | 31    | 7,54 / 100,00   | 1,49 |
|                         | Partido da Terra               | 23    | 5,60 / 100,00   | 4,65 |
|                         | Bloco de Esquerda              | 15    | 3,65 / 100,00   | 2,76 |
|                         | PCTP/MRPP                      | 7     | 1,70 / 100,00   | 0,51 |
|                         | LIVRE                          | 5     | 1,22 / 100,00   | Novo |
|                         | Outros                         | 11    | 2,69 / 100,00   |      |
| Votos Inválidos         | Votos Inválidos                | 22    | 5,36 / 100,00   | 1,53 |
| Total                   | Total                          | 411   | 100,00 / 100,00 |      |
| Eleitorado/Participação | Eleitorado/Participação        | 1 122 | 36,63 / 100,00  | 1,57 |

#### Prazins Santo Tirso e Corvite
| Partido                 | Partido                        | Votos | %               |
| ----------------------- | ------------------------------ | ----- | --------------- |
|                         | Aliança Portugal               | 172   | 32,09 / 100,00  |
|                         | Partido Socialista             | 165   | 30,78 / 100,00  |
|                         | Partido da Terra               | 46    | 8,58 / 100,00   |
|                         | Coligação Democrática Unitária | 42    | 7,84 / 100,00   |
|                         | PCTP/MRPP                      | 15    | 2,80 / 100,00   |
|                         | Bloco de Esquerda              | 11    | 2,05 / 100,00   |
|                         | LIVRE                          | 7     | 1,31 / 100,00   |
|                         | Outros                         | 21    | 3,93 / 100,00   |
| Votos Inválidos         | Votos Inválidos                | 57    | 10,64 / 100,00  |
| Total                   | Total                          | 536   | 100,00 / 100,00 |
| Eleitorado/Participação | Eleitorado/Participação        | 1 681 | 31,89 / 100,00  |

#### Ronfe
| Partido                 | Partido                        | Votos | %               | +/-   |
| ----------------------- | ------------------------------ | ----- | --------------- | ----- |
|                         | Partido Socialista             | 687   | 36,46 / 100,00  | 5,58  |
|                         | Aliança Portugal               | 552   | 29,30 / 100,00  | 12,00 |
|                         | Coligação Democrática Unitária | 144   | 7,64 / 100,00   | 0,87  |
|                         | Partido da Terra               | 140   | 7,43 / 100,00   | 6,70  |
|                         | Bloco de Esquerda              | 74    | 3,93 / 100,00   | 6,29  |
|                         | PCTP/MRPP                      | 31    | 1,65 / 100,00   | 0,01  |
|                         | LIVRE                          | 21    | 1,11 / 100,00   | Novo  |
|                         | Outros                         | 82    | 4,37 / 100,00   |       |
| Votos Inválidos         | Votos Inválidos                | 153   | 8,12 / 100,00   | 3,34  |
| Total                   | Total                          | 1 884 | 100,00 / 100,00 |       |
| Eleitorado/Participação | Eleitorado/Participação        | 4 095 | 46,01 / 100,00  | 1,17  |

#### Sande São Martinho
| Partido                 | Partido                        | Votos | %               | +/-  |
| ----------------------- | ------------------------------ | ----- | --------------- | ---- |
|                         | Aliança Portugal               | 353   | 37,63 / 100,00  | 8,16 |
|                         | Partido Socialista             | 336   | 35,82 / 100,00  | 5,87 |
|                         | Coligação Democrática Unitária | 54    | 5,76 / 100,00   | 0,78 |
|                         | Partido da Terra               | 49    | 5,22 / 100,00   | 4,75 |
|                         | Bloco de Esquerda              | 29    | 3,09 / 100,00   | 2,50 |
|                         | PCTP/MRPP                      | 17    | 1,81 / 100,00   | 0,94 |
|                         | Outros                         | 43    | 4,59 / 100,00   |      |
| Votos Inválidos         | Votos Inválidos                | 57    | 6,07 / 100,00   | 0,76 |
| Total                   | Total                          | 938   | 100,00 / 100,00 |      |
| Eleitorado/Participação | Eleitorado/Participação        | 2 592 | 36,19 / 100,00  | 1,94 |

#### Sande São Lourenço e Balazar
| Partido                 | Partido                               | Votos | %               |
| ----------------------- | ------------------------------------- | ----- | --------------- |
|                         | Partido Socialista                    | 193   | 38,83 / 100,00  |
|                         | Aliança Portugal                      | 178   | 35,81 / 100,00  |
|                         | Partido da Terra                      | 27    | 5,43 / 100,00   |
|                         | Coligação Democrática Unitária        | 20    | 4,02 / 100,00   |
|                         | Bloco de Esquerda                     | 9     | 1,81 / 100,00   |
|                         | PCTP/MRPP                             | 8     | 1,61 / 100,00   |
|                         | Partido da Nova Democracia            | 7     | 1,41 / 100,00   |
|                         | Partido pelos Animais e pela Natureza | 5     | 1,01 / 100,00   |
|                         | Outros                                | 8     | 1,60 / 100,00   |
| Votos Inválidos         | Votos Inválidos                       | 42    | 8,45 / 100,00   |
| Total                   | Total                                 | 497   | 100,00 / 100,00 |
| Eleitorado/Participação | Eleitorado/Participação               | 1 711 | 29,05 / 100,00  |

#### Sande Vila Nova e Sande São Clemente
| Partido                 | Partido                        | Votos | %               |
| ----------------------- | ------------------------------ | ----- | --------------- |
|                         | Aliança Portugal               | 457   | 35,10 / 100,00  |
|                         | Partido Socialista             | 447   | 34,33 / 100,00  |
|                         | Partido da Terra               | 92    | 7,07 / 100,00   |
|                         | Coligação Democrática Unitária | 91    | 6,99 / 100,00   |
|                         | Bloco de Esquerda              | 30    | 2,30 / 100,00   |
|                         | PCTP/MRPP                      | 23    | 1,77 / 100,00   |
|                         | LIVRE                          | 13    | 1,00 / 100,00   |
|                         | Partido da Nova Democracia     | 13    | 1,00 / 100,00   |
|                         | Outros                         | 43    | 3,30 / 100,00   |
| Votos Inválidos         | Votos Inválidos                | 93    | 7,15 / 100,00   |
| Total                   | Total                          | 1 302 | 100,00 / 100,00 |
| Eleitorado/Participação | Eleitorado/Participação        | 3 267 | 39,85 / 100,00  |

#### São Torcato
| Partido                 | Partido                               | Votos | %               | +/-  |
| ----------------------- | ------------------------------------- | ----- | --------------- | ---- |
|                         | Partido Socialista                    | 486   | 41,22 / 100,00  | 4,12 |
|                         | Aliança Portugal                      | 321   | 27,23 / 100,00  | 8,22 |
|                         | Coligação Democrática Unitária        | 104   | 8,82 / 100,00   | 1,45 |
|                         | Partido da Terra                      | 69    | 5,85 / 100,00   | 5,16 |
|                         | Bloco de Esquerda                     | 33    | 2,80 / 100,00   | 5,60 |
|                         | Partido pelos Animais e pela Natureza | 17    | 1,44 / 100,00   | Novo |
|                         | PCTP/MRPP                             | 17    | 1,44 / 100,00   | 0,07 |
|                         | Partido da Nova Democracia            | 13    | 1,10 / 100,00   | -    |
|                         | LIVRE                                 | 12    | 1,02 / 100,00   | Novo |
|                         | Outros                                | 33    | 2,80 / 100,00   |      |
| Votos Inválidos         | Votos Inválidos                       | 74    | 6,28 / 100,00   | 0,96 |
| Total                   | Total                                 | 1 179 | 100,00 / 100,00 |      |
| Eleitorado/Participação | Eleitorado/Participação               | 3 212 | 36,71 / 100,00  | 1,42 |

#### Selho São Cristóvão
| Partido                 | Partido                               | Votos | %               | +/-  |
| ----------------------- | ------------------------------------- | ----- | --------------- | ---- |
|                         | Partido Socialista                    | 375   | 41,53 / 100,00  | 6,08 |
|                         | Aliança Portugal                      | 173   | 19,16 / 100,00  | 9,33 |
|                         | Coligação Democrática Unitária        | 123   | 13,62 / 100,00  | 3,22 |
|                         | Partido da Terra                      | 66    | 7,31 / 100,00   | 7,21 |
|                         | Bloco de Esquerda                     | 47    | 5,20 / 100,00   | 6,13 |
|                         | PCTP/MRPP                             | 31    | 3,43 / 100,00   | 3,01 |
|                         | LIVRE                                 | 9     | 1,00 / 100,00   | Novo |
|                         | Partido pelos Animais e pela Natureza | 9     | 1,00 / 100,00   | Novo |
|                         | Outros                                | 23    | 2,53 / 100,00   |      |
| Votos Inválidos         | Votos Inválidos                       | 47    | 5,20 / 100,00   | 1,15 |
| Total                   | Total                                 | 903   | 100,00 / 100,00 |      |
| Eleitorado/Participação | Eleitorado/Participação               | 2 123 | 42,53 / 100,00  | 0,39 |

#### Selho São Jorge
| Partido                 | Partido                        | Votos | %               | +/-  |
| ----------------------- | ------------------------------ | ----- | --------------- | ---- |
|                         | Partido Socialista             | 713   | 31,58 / 100,00  | 0,74 |
|                         | Aliança Portugal               | 545   | 24,14 / 100,00  | 4,89 |
|                         | Coligação Democrática Unitária | 374   | 16,56 / 100,00  | 0,82 |
|                         | Partido da Terra               | 190   | 8,41 / 100,00   | 7,90 |
|                         | Bloco de Esquerda              | 111   | 4,92 / 100,00   | 6,77 |
|                         | PCTP/MRPP                      | 44    | 1,95 / 100,00   | 0,14 |
|                         | LIVRE                          | 29    | 1,28 / 100,00   | Novo |
|                         | Outros                         | 93    | 4,12 / 100,00   |      |
| Votos Inválidos         | Votos Inválidos                | 159   | 7,04 / 100,00   | 1,51 |
| Total                   | Total                          | 2 258 | 100,00 / 100,00 |      |
| Eleitorado/Participação | Eleitorado/Participação        | 5 207 | 43,36 / 100,00  | 3,31 |

#### Selho São Lourenço e Gominhães
| Partido                 | Partido                        | Votos | %               |
| ----------------------- | ------------------------------ | ----- | --------------- |
|                         | Partido Socialista             | 338   | 41,22 / 100,00  |
|                         | Aliança Portugal               | 189   | 23,05 / 100,00  |
|                         | Partido da Terra               | 68    | 8,29 / 100,00   |
|                         | Coligação Democrática Unitária | 61    | 7,44 / 100,00   |
|                         | Bloco de Esquerda              | 26    | 3,17 / 100,00   |
|                         | PCTP/MRPP                      | 23    | 2,80 / 100,00   |
|                         | LIVRE                          | 14    | 1,71 / 100,00   |
|                         | Partido Trabalhista Português  | 10    | 1,22 / 100,00   |
|                         | Outros                         | 28    | 3,42 / 100,00   |
| Votos Inválidos         | Votos Inválidos                | 63    | 7,69 / 100,00   |
| Total                   | Total                          | 820   | 100,00 / 100,00 |
| Eleitorado/Participação | Eleitorado/Participação        | 2 060 | 39,81 / 100,00  |

#### Serzedelo
| Partido                 | Partido                        | Votos | %               | +/-  |
| ----------------------- | ------------------------------ | ----- | --------------- | ---- |
|                         | Partido Socialista             | 542   | 40,27 / 100,00  | 1,99 |
|                         | Aliança Portugal               | 235   | 17,46 / 100,00  | 5,43 |
|                         | Coligação Democrática Unitária | 226   | 16,79 / 100,00  | 0,19 |
|                         | Bloco de Esquerda              | 88    | 6,54 / 100,00   | 5,35 |
|                         | Partido da Terra               | 83    | 6,17 / 100,00   | 5,96 |
|                         | PCTP/MRPP                      | 38    | 2,82 / 100,00   | 0,96 |
|                         | LIVRE                          | 20    | 1,49 / 100,00   | Novo |
|                         | Outros                         | 42    | 3,13 / 100,00   |      |
| Votos Inválidos         | Votos Inválidos                | 72    | 5,34 / 100,00   | 0,78 |
| Total                   | Total                          | 1 346 | 100,00 / 100,00 |      |
| Eleitorado/Participação | Eleitorado/Participação        | 3 404 | 39,54 / 100,00  | 1,09 |

#### Serzedo e Calvos
| Partido                 | Partido                        | Votos | %               |
| ----------------------- | ------------------------------ | ----- | --------------- |
|                         | Partido Socialista             | 307   | 43,73 / 100,00  |
|                         | Aliança Portugal               | 226   | 32,19 / 100,00  |
|                         | Partido da Terra               | 51    | 7,26 / 100,00   |
|                         | Coligação Democrática Unitária | 30    | 4,27 / 100,00   |
|                         | PCTP/MRPP                      | 16    | 2,28 / 100,00   |
|                         | Bloco de Esquerda              | 14    | 1,99 / 100,00   |
|                         | LIVRE                          | 7     | 1,00 / 100,00   |
|                         | Outros                         | 25    | 3,55 / 100,00   |
| Votos Inválidos         | Votos Inválidos                | 26    | 3,71 / 100,00   |
| Total                   | Total                          | 702   | 100,00 / 100,00 |
| Eleitorado/Participação | Eleitorado/Participação        | 2 089 | 33,60 / 100,00  |

#### Silvares
| Partido                 | Partido                        | Votos | %               | +/-  |
| ----------------------- | ------------------------------ | ----- | --------------- | ---- |
|                         | Partido Socialista             | 303   | 36,42 / 100,00  | 2,06 |
|                         | Aliança Portugal               | 289   | 34,74 / 100,00  | 2,84 |
|                         | Coligação Democrática Unitária | 62    | 7,45 / 100,00   | 3,85 |
|                         | Partido da Terra               | 60    | 7,21 / 100,00   | 6,73 |
|                         | Bloco de Esquerda              | 23    | 2,76 / 100,00   | 4,97 |
|                         | Partido da Nova Democracia     | 10    | 1,20 / 100,00   | -    |
|                         | Outros                         | 32    | 3,84 / 100,00   |      |
| Votos Inválidos         | Votos Inválidos                | 53    | 6,37 / 100,00   | 1,14 |
| Total                   | Total                          | 832   | 100,00 / 100,00 |      |
| Eleitorado/Participação | Eleitorado/Participação        | 2 074 | 40,12 / 100,00  | 2,23 |

#### Souto Santa Maria, Souto São Salvador e Gondomar
| Partido                 | Partido                               | Votos | %               |
| ----------------------- | ------------------------------------- | ----- | --------------- |
|                         | Partido Socialista                    | 269   | 40,15 / 100,00  |
|                         | Aliança Portugal                      | 211   | 31,49 / 100,00  |
|                         | Partido da Terra                      | 46    | 6,87 / 100,00   |
|                         | Coligação Democrática Unitária        | 31    | 4,63 / 100,00   |
|                         | Bloco de Esquerda                     | 14    | 2,09 / 100,00   |
|                         | PCTP/MRPP                             | 13    | 1,94 / 100,00   |
|                         | Partido pelos Animais e pela Natureza | 9     | 1,34 / 100,00   |
|                         | Partido Trabalhista Português         | 9     | 1,34 / 100,00   |
|                         | Outros                                | 21    | 3,15 / 100,00   |
| Votos Inválidos         | Votos Inválidos                       | 47    | 7,01 / 100,00   |
| Total                   | Total                                 | 670   | 100,00 / 100,00 |
| Eleitorado/Participação | Eleitorado/Participação               | 2 284 | 29,33 / 100,00  |

#### Tabuadelo e São Faustino
| Partido                 | Partido                        | Votos | %               |
| ----------------------- | ------------------------------ | ----- | --------------- |
|                         | Partido Socialista             | 372   | 40,17 / 100,00  |
|                         | Aliança Portugal               | 306   | 33,05 / 100,00  |
|                         | Coligação Democrática Unitária | 53    | 5,72 / 100,00   |
|                         | Partido da Terra               | 48    | 5,18 / 100,00   |
|                         | Bloco de Esquerda              | 28    | 3,02 / 100,00   |
|                         | PCTP/MRPP                      | 18    | 1,94 / 100,00   |
|                         | LIVRE                          | 11    | 1,19 / 100,00   |
|                         | Outros                         | 46    | 4,96 / 100,00   |
| Votos Inválidos         | Votos Inválidos                | 44    | 4,75 / 100,00   |
| Total                   | Total                          | 926   | 100,00 / 100,00 |
| Eleitorado/Participação | Eleitorado/Participação        | 2 279 | 40,63 / 100,00  |

#### Urgezes
| Partido                 | Partido                               | Votos | %               | +/-   |
| ----------------------- | ------------------------------------- | ----- | --------------- | ----- |
|                         | Partido Socialista                    | 708   | 35,45 / 100,00  | 2,54  |
|                         | Aliança Portugal                      | 583   | 29,19 / 100,00  | 10,51 |
|                         | Partido da Terra                      | 173   | 8,66 / 100,00   | 8,43  |
|                         | Coligação Democrática Unitária        | 164   | 8,21 / 100,00   | 1,14  |
|                         | Bloco de Esquerda                     | 64    | 3,20 / 100,00   | 7,22  |
|                         | LIVRE                                 | 44    | 2,20 / 100,00   | Novo  |
|                         | PCTP/MRPP                             | 26    | 1,30 / 100,00   | 0,38  |
|                         | Partido pelos Animais e pela Natureza | 24    | 1,20 / 100,00   | Novo  |
|                         | Outros                                | 61    | 3,05 / 100,00   |       |
| Votos Inválidos         | Votos Inválidos                       | 150   | 7,51 / 100,00   | 1,87  |
| Total                   | Total                                 | 1 997 | 100,00 / 100,00 |       |
| Eleitorado/Participação | Eleitorado/Participação               | 4 839 | 41,27 / 100,00  | 4,07  |